# 同樂飲食
同樂飲食集團有限公司，簡稱同樂飲食，以及同樂飲食（英語：Tung Lok Restaurants (2000) Limited，SGX：540），在1980年由周穎南創立，主要在新加坡、印尼、日本、印度，以及中國內地經營中式酒樓。
總部位於298, Tiong Bahru Road #14-01/04, Central Plaza Singapore 168730。而股份在2001年3月21日於新加坡交易所創業板上市。招股價為0.23坡元，發售股份為20,000,000股，集資額為5,000,000坡元。

## 連結
- tunglok.com （页面存档备份，存于）